# 福田馬之助
福田 馬之助（ふくだ うまのすけ、1856年11月21日〈安政3年10月24日〉- 1936年〈昭和11年〉4月12日）は、日本の海軍軍人、造船学者。海軍造船中将従三位勲一等功四級工学博士。

## 経歴
尾張徳川家の家臣福田頼実の長男として、美濃国（岐阜県）に生まれる。工部大学校に入学（6期生。造船科としては2期生）し、1884年（明治17年）5月に卒業。同年10月、海軍三等工長として横須賀造船所在勤。
1895年（明治28年）12月、呉鎮守府造船部造船科主幹。1896年（明治29年）12月、造船監督官に発令され英国出張。1901年（明治34年）1月に帰国。1906年（明治39年）11月、海軍造船総監。1915年（大正4年）2月、工学博士の学位を取得。同年10月、海軍技術本部第四部長となり、1931年（昭和6年）7月、待命、1918年（大正7年）7月、予備役に編入された。1919年（大正8年）海軍造船中将。
その後、浅野造船所副社長も務めた。

## 親族
妻ハルは名古屋市助役などを務めた安藤因蔭の次女。二男三女のうち、息子福田啓二は同じく造船学者・海軍技術中将であり、戦艦大和の基本設計者として知られる。陸軍中将鎌田銓一は甥。
墓所は東京都新宿区西新宿7丁目の常圓寺。

## 栄典
位階
- 1896年（明治29年）9月10日 - 従六位[8]
- 1898年（明治31年）3月8日 – 正六位[9]
- 1900年（明治33年）12月5日 - 従五位[10]
- 1918年（大正7年）8月20日 - 従三位[11]

勲章等
- 1905年（明治38年）5月30日 - 勲四等瑞宝章[12]
- 1914年（大正3年）11月30日 - 勲二等瑞宝章[13]
- 1915年（大正4年）
  - 11月7日 - 勲一等旭日大綬章・大正三四年従軍記章[14]
  - 11月10日 - 大礼記念章[15]
- 1919年（大正8年）12月15日 - 大正三年乃至九年戦役従軍記章[16]・戦捷記章[17]